# Rybka (ballada)
Rybka – ballada Adama Mickiewicza pochodząca ze zbioru Ballady i romanse, wydanego w 1822 roku.

## Fabuła
Z dopisku pod tytułem ballady dowiadujemy się, iż autor zaczerpnął temat ze śpiewu gminnego. Uboga Krysia jest zrozpaczona, bo mężczyzna, którego kocha, wybiera inną, by wziąć z nią ślub. Okazuje się, iż kochankowie mają dziecko. Dziewczyna chce z rozpaczy rzucić się w nurty wody, pamięta jednak o swoim dziecku. Z lasu nadchodzi dobry człowiek, przynosząc nad wodę niemowlę. Wzywa matkę dziecka, by je wykarmiła. Z wody wyskakuje rybka. W tajemniczy sposób jawi się jako półkobieta półryba – rusałka. Karmienie powtarza się każdego dnia o poranku i wieczorem. Nazwana przez autora ballady Świtezianką, troskliwa matka przypływa, by karmić synka. Któregoś wieczoru sługa przynoszący dziecko do karmienia musiał poczekać w ukryciu, bo młodzi małżonkowie przyszli nad wodę. Gdy długo nie wracali, sługa odnalazł ich zamienionych w głazy. Od tego momentu karmicielka już się nie pojawiła.